# 玉山燈心草
（學名：Juncus triflorus）又名長白燈心草 ，為燈心草科燈心草屬的植物，為台灣特有植物。分布於台灣中高海拔的潮濕地。

## 形態特徵
- 多年生草本植物，約5-20公分高。
- 莖簇生且細長，為圓形或有角度，葉片為絲狀、略扁，往上方內捲，莖生或基生。
- 花為頂生，單生頭狀花序，約2-3朵在一起，長約5-6公分，具子房1-3室、無柄；花被片為線狀、鈍角；具6雄蕊，約5-6毫米長，花藥為常圓形或線型。
- 果實為黃色或淡褐色，種子兩側有白絲，約0.5毫米。